# MagicStar
MagicStar war ein landesweites privates Hörfunkprogramm in Unterföhring (Bayern) der MagicStar GmbH. Der Sender nahm als Digitalsender seinen Betrieb über DAB+ auf und war in den Städten München, Nürnberg, Augsburg und Ingolstadt zu empfangen. Über den Satelliten Astra konnte das Programm europaweit empfangen werden, über Webstream in verschiedenen Qualitäten weltweit. Gesellschafter waren die ProFMmedia GmbH & Co. KG (50 %) und die Satelli-LINE Infodienste GmbH (50 %). Der Programmbetrieb wurde am 1. Mai 2014 eingestellt.

## Programm
Das Programm besteht nach Angaben der BLM aus Adult-Contemporary-Musik mit Titeln der 1970er bis 1990er Jahre.

## Empfang
Das Programm war bis zum 15. Januar 2014 über Satellit und bis 28. Februar 2014 über DAB+ zu empfangen.
Der Empfangsweg Satellit wurden wegen fehlender Werbekunden eingestellt, da nach Angaben von MagicStar auf der Facebook-Seite nur sehr wenige Werbekunden über Satellit werben wollten. Die Einschaltquoten waren jedoch bis Ende der Ausstrahlung konstant hoch.
Der Empfangsweg DAB+ wurde ebenfalls wegen fehlender Werbekunden eingestellt, da DAB+ damals im Gegensatz zu UKW noch nicht sehr verbreitet war. MagicStar sendete deshalb auch nur in den Bayerischen Großstädten Augsburg, München und Nürnberg, aber nicht in ländlichen Gebieten. Die Empfangsgeräte waren im Gegensatz zu UKW auch noch nicht sehr verbreitet und die Hörerzahlen hatten mit einer Million potenziellen Hörern noch lange nicht die von UKW erreicht. Laut der MagicStar Facebook-Seite wäre der Sendebetrieb über diesen Weg noch längere Zeit ein Zuschussbetrieb geblieben, den die Geldgeber von MagicStar nicht weiterführen wollten.  Die DAB-Plus-Frequenzen wurden von EgoFM übernommen.
Im März 2014 war das Programm nur noch über die Homepage und die Apps für Android und IPhone zu empfangen, bis es Ende April auch auf diesem letzten Verbreitungsweg eingestellt wurde.